# إدموند دريك-بروكمان
إدموند دريك-بروكمان هو قاضي وعسكري وسياسي أسترالي، ولد في 21 فبراير 1884 في بوسلتون في أستراليا، وتوفي في 1 يونيو 1949. نشط حزبياً في Nationalist Party (Australia) ‏. وقد انتخب عضو مجلس الشيوخ الأسترالي ‏ عن دائرة أستراليا الغربية ‏ (1 يوليو 1920 – 30 يونيو 1926).